# Garaguso
Garaguso est une commune italienne d'environ 1 200 habitants, située dans la province de Matera, dans la région Basilicate, en Italie méridionale.

## Administration
| Période                                  | Période  | Identité                  | Étiquette | Qualité |
| ---------------------------------------- | -------- | ------------------------- | --------- | ------- |
| 14 juin 2004                             | En cours | Francesco Antonio Auletta |           |         |
| Les données manquantes sont à compléter. |          |                           |           |         |

### Hameaux
Borgo Garaguso, Parata

### Communes limitrophes
Calciano, Grassano, Oliveto Lucano, Salandra, San Mauro Forte